# Spetsbergens Svenska kolfält

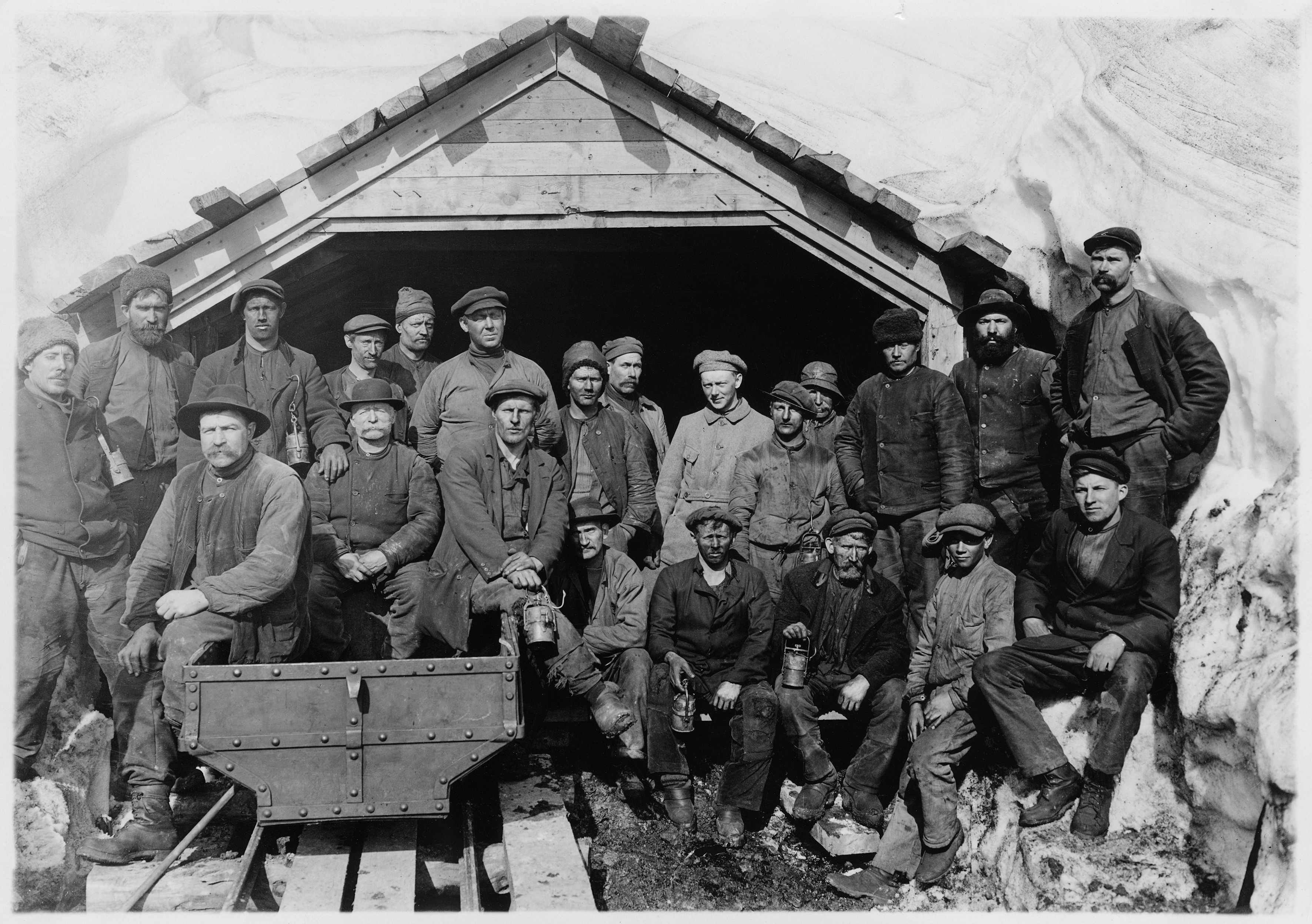
Arbetare framför Sveagruvans mynning 1918

AB Spetsbergens Svenska kolfält, efter rekonstruktion 1921 kallat Svenska stenkolsaktiebolaget Spetsbergen var ett gruvföretag som var verksamt mellan 1916 och 1926. Företaget öppnade gruvan Svea och drev kolbrytning. 

## Historik
Under 1800-talets andra hälft genomfördes ett flertal polarexpeditioner då Svalbard och dess största ö Spetsbergen studerades ingående. Utöver flora och fauna genomfördes även geologiska studier, främst för att finna mineraltillgångar och andra naturresurser. I början av 1900-talet var fortfarande den arktiska ögruppen ett ingenmansland som flera länder gjorde anspråk på vilket resulterade i att olika delar ockuperades av olika länder. Främsta orsaken var förekomsten av rika kolfyndigheter, en råvara som vid den här tiden var synnerligen viktig för industrin.
År 1864 hade Adolf Erik Nordenskiöld vid Svenska Spetsbergenexpeditionen 1864 upptäckt fosforitmineral vid berget Pyramiden i det inre av Isfjorden, en omkring 100 kilometer lång fjord mitt på Spetsbergens västsida. Nordenskiöld lät bygga ett hus, numera kallat Svenskhuset, vid platsen. År 1872 bildades bolaget AB Isfjorden, som provande brytning på platsen samma sommar. Det visade sig dock vara olönsamt, och bolaget upplöstes.
I januari 1909 framlade ingenjör Frans G. Stridsbergs vid Jernkontoret i Stockholm en plan om att "ockupera" den delen av Svalbard för brytning av kol som skulle användas till svensk järnindustri. Jernkontoret gick in med sex tusen kronor och förslaget stöttades med lika mycket av Trafikaktiebolaget Grängesberg-Oxelösund. Efter att Utrikesdepartementet underrättats, beslutades att en expedition skulle vara klar till sommaren 1910. Den fem man starka expeditionen, ledd av geologistudenten Bertil Högbom nådde sitt mål den 12 juli 1910 och en ockupationstavla som förklarade att detta var svensk mark, sattes upp. Eftersom ett amerikanskt företag redan 1906 funnit kol i Adventdalen söder om Pyramiden, bestämdes att man även skulle söka efter kol på andra sidan Nordenskiölds land, längs fjordarna Bellsund och Van Mijens stränder. I början av augusti nådde expeditionen Braganzabukten i det inre av Van Mijenfjorden och den 16 augusti, samma dag som expeditionen vände hem, sattes en ockupationstavla upp på platsen. Totalt ockuperades fyra områden av Sverige.
Tillbaka i Sverige undersöktes mineralproverna som tagits på de olika platserna, vilka visade sig mycket lovande. Utöver kol fann man även rika fyndigheter av gips. Dock saknades det pengar för att sätta igång gruvdrift på Svalbard och världsmarknadspriset på kol var för lågt för att det skulle vara lönsamt. Utöver detta fick inte statliga intressen verka på Svalbard. Lösningen, initialt var att skapa bolaget AB Isfjorden-Bellsund, där intressenterna bakom Jernkontoret garanterades medlemskap. Aktiebolaget bildades efter en emission den 21 april 1911. Bolaget utrustade en ny expedition, även denna gång ledd av Bertil Högbom, som anlände Svalbard sommaren 1911. Under de tre kommande somrarna skedde undersökningar och brytning i mindre skala i de olika svenska områdena. Efter analyser bestämdes att man skulle satsa på fyndigheten i Braganzavågen, varför gruvan i Pyramiden övergavs och 1927 såldes till Ryssland.
Första världskrigets utbrott 1914 hade inneburit att kolpriset hade stigit, men i och med tyskarnas ubåtskrig 1916 sköt kolpriserna i höjden med över tusen procent. Detta innebar en helt ny form av lönsamhet för kolbrytning på Svalbard, varför det nya bolaget "AB Spetsbergens Svenska Kolfält" bildades.

## AB Spetsbergens Svenska Kolfält

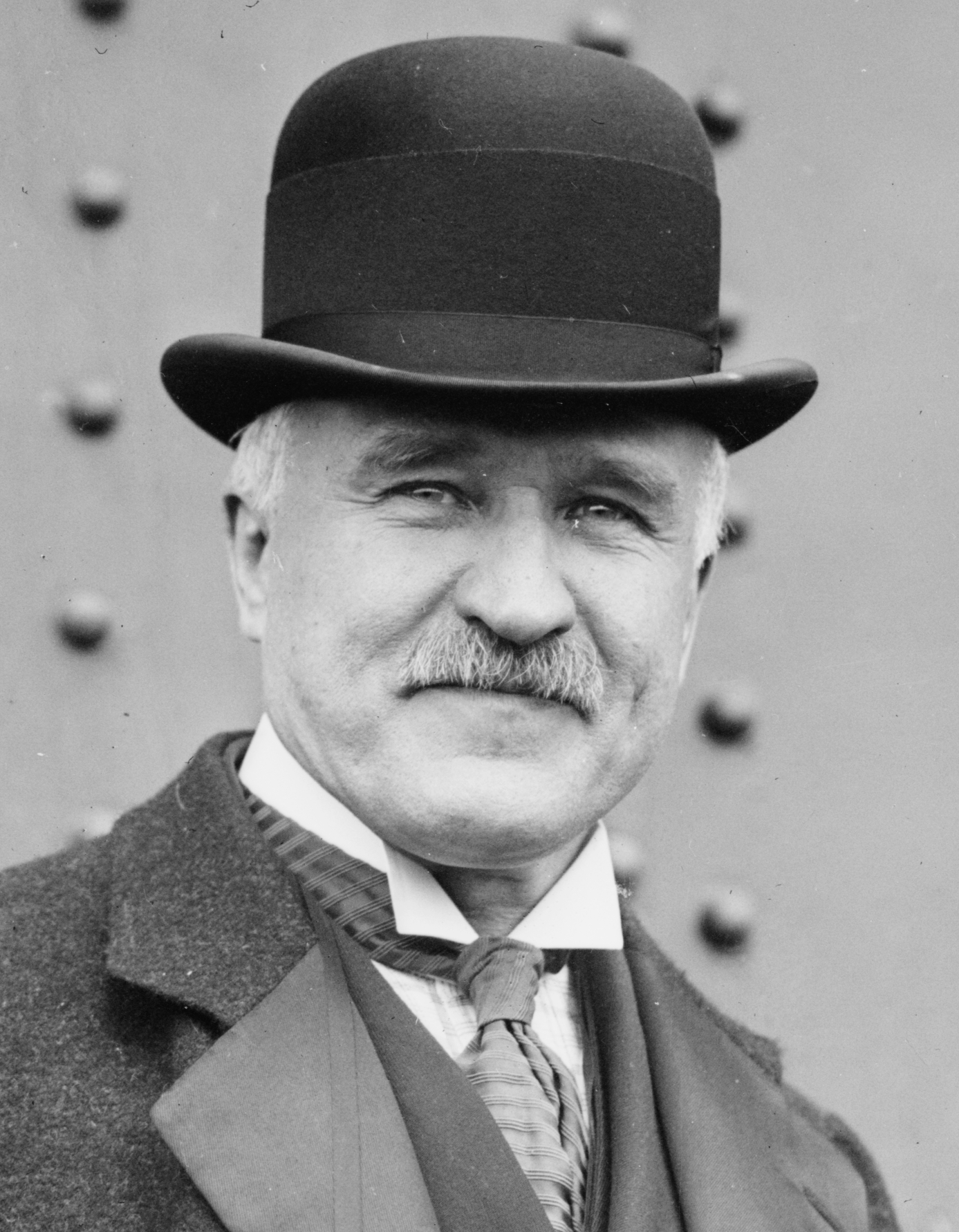
Herman Lagercrantz (1917) var aktiebolaget Spetsbergens Svenska kolfälts styrelseordförande.

Intresset för det nya aktiebolaget var mycket stort. På mindre än en vecka hade samtliga aktier på en summa av 2,5 miljoner kronor sålts slut. Största intressenter var Jernkontoret, Trafik AB Grängesberg–Oxelösund och Sockerbolaget. Ordförande var svenske envoyén och disponenten på Virsbo bruk Herman Lagercrantz, som samtidigt var ordförande i Sveriges allmänna exportförening. Gruvan i Braganzabukten fick nu namnet Svea, ett namn som snart användes för hela det lilla samhälle som växte fram. Sommaren 1917 anlände ett sjuttiotal kolarbetare från främst Höganäs, Billesholm och Bjuv till Svea. Den ekonomiska krisen i Sverige var vid den här tiden svår och med en betalning på en halv till två gånger det man fick i Sverige var det inte svårt att locka arbetare till gruvan.
Under de nio år som gruvan var i drift bodde ungefär två tusen svenskar - kvinnor och män - under längre eller kortare tid i den ockuperade svenska sektorn. Under de långa och mörka vintrarna arbetade man i gruvan och under den korta sommaren lastades kolet och byggdes hus. Lastningen av kolet skedde på båtarna via en över 100 meter lång träpir ut i fjorden. I minst åtta månader per år var invånarna i Svea isolerade från omvärlden på grund av isen, vilket innebar att man sällan kunde vara där i mindre än ett år. Ofta arbetade man tio timmar, eller mer, per dag, vilket drevs på av att företaget uppmuntrade till välbetalt övertidsarbete. Vid ett tillfälle ledde dock en stor strejk till att samtliga arbetare reste hem, men vid ett annat tillfälle, när de syndikalistiska gruvarbetarna beslutade om en punktstrejk, fick arbetarna genast igenom sina krav, eftersom bolaget inte ville förlora viktig tid. Antalet övervintrande arbetare i Svea ökade från 54 personer vintern 1917-1918 till 201 vintern 1920-1921 och till 216 vintern 1924-1925. Under perioden då gruvan var verksam gavs det ut en liten tidning i Svea och det fanns en amatörteater. Orten stod i trådlös telegrafkontakt med Boden.
Ett problem för verksamheten var att material och teknik inte var anpassad för det hårda klimatet. Exempelvis transporterades kolet initialt på räls med vagnar, men efter bara några månader täcktes rälsen av snö varför man 1918 gjorde en stor investering och installerade linbanor. Flera av byggnaderna i samhället Svea ritades av arkitekten Otar Hökerberg.

## Fotogalleri

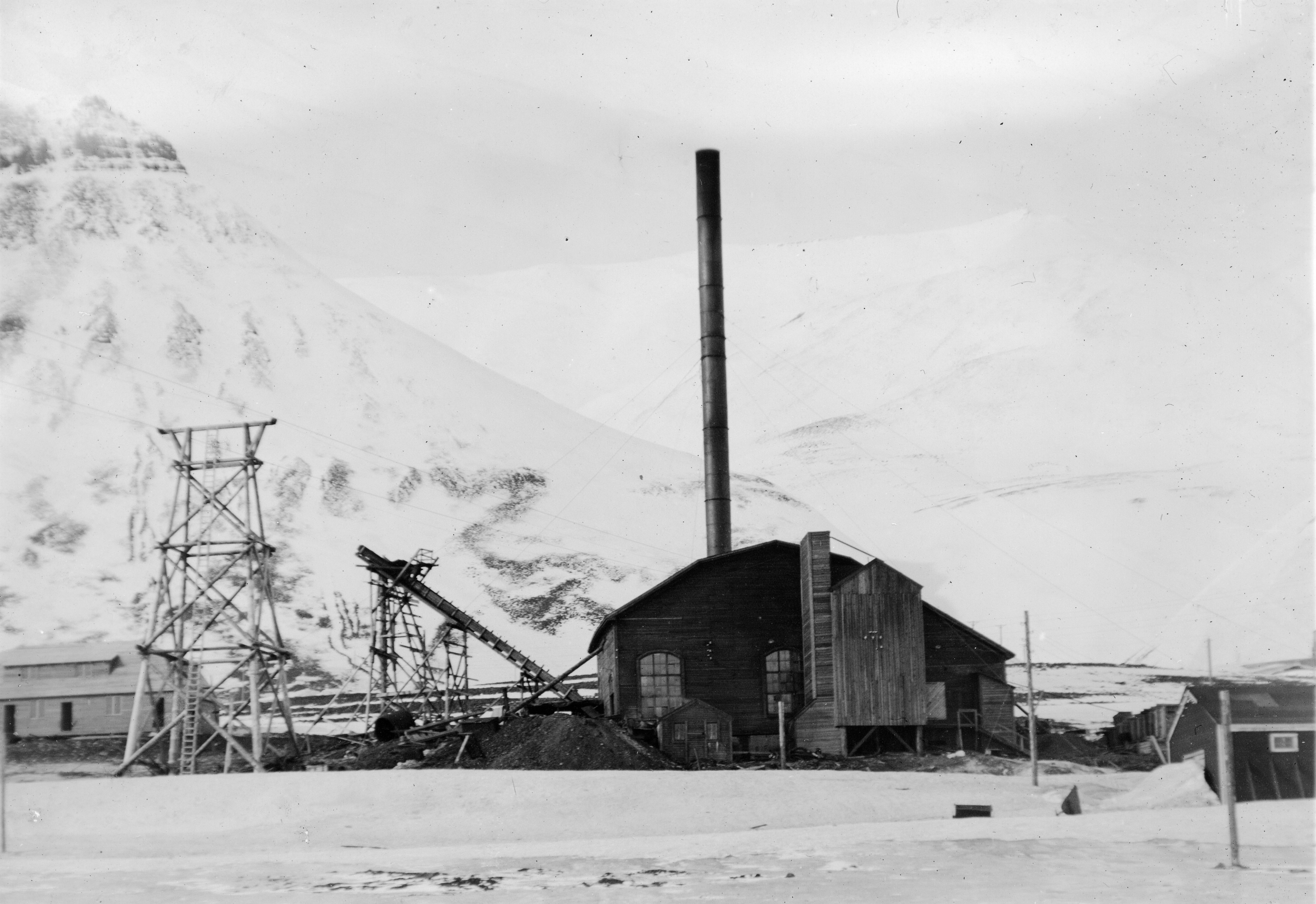
Svea gruvas kraftstation 1921. Till vänster syns en av kolfraktningslinbanans pyloner.
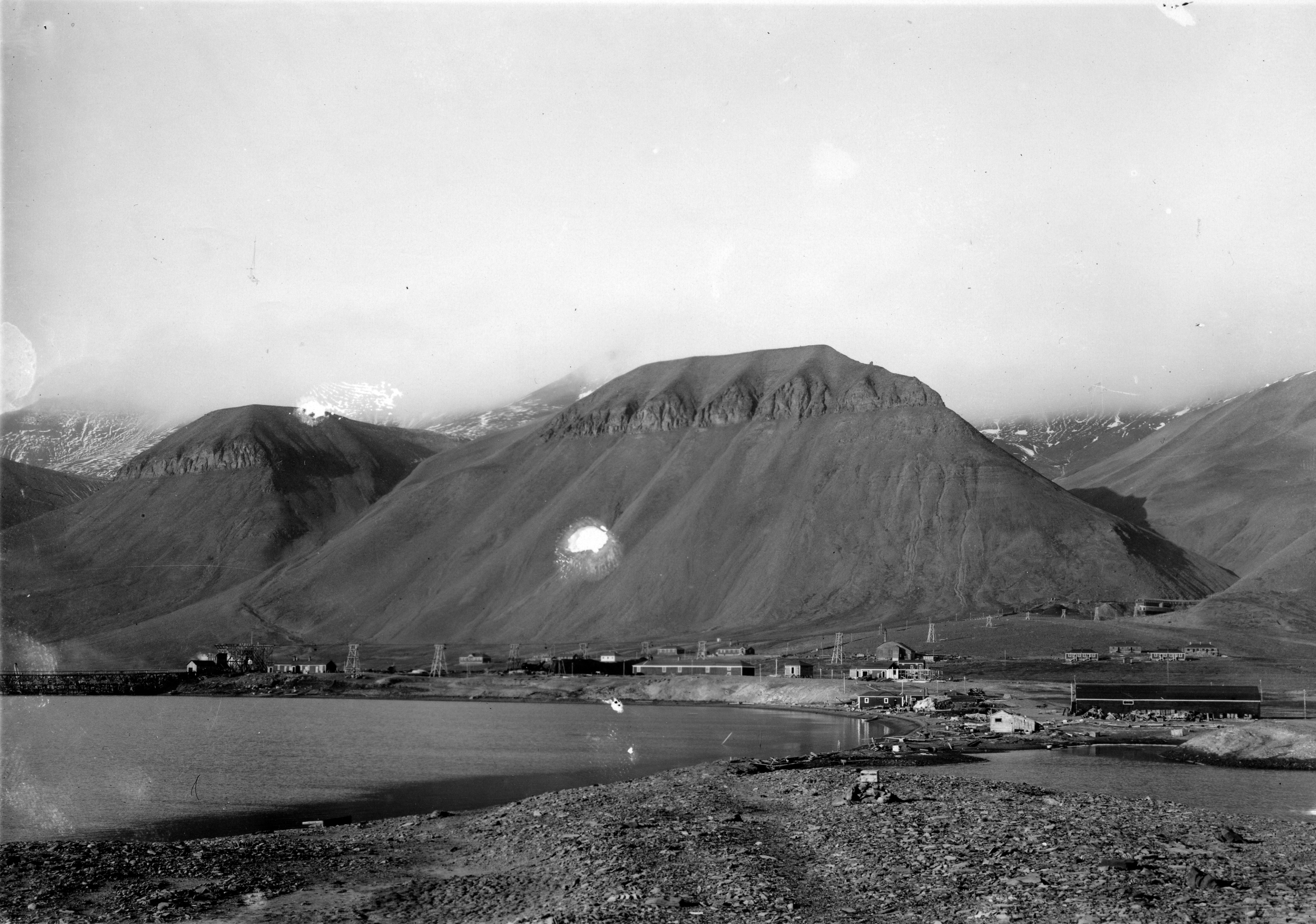
Översiktsbild av anläggningen Svea gruva, sommaren 1919
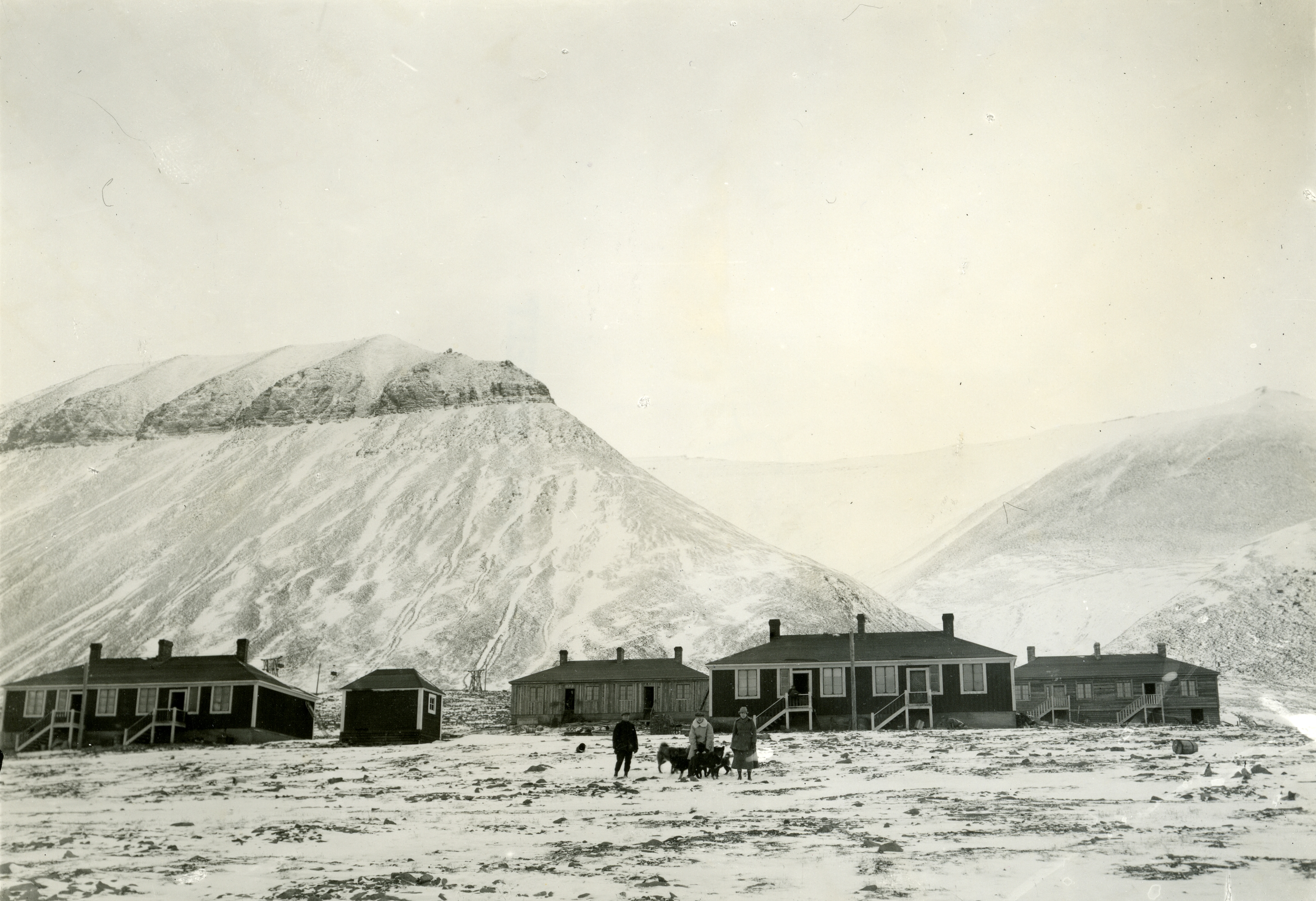
Arbetarbostäder.
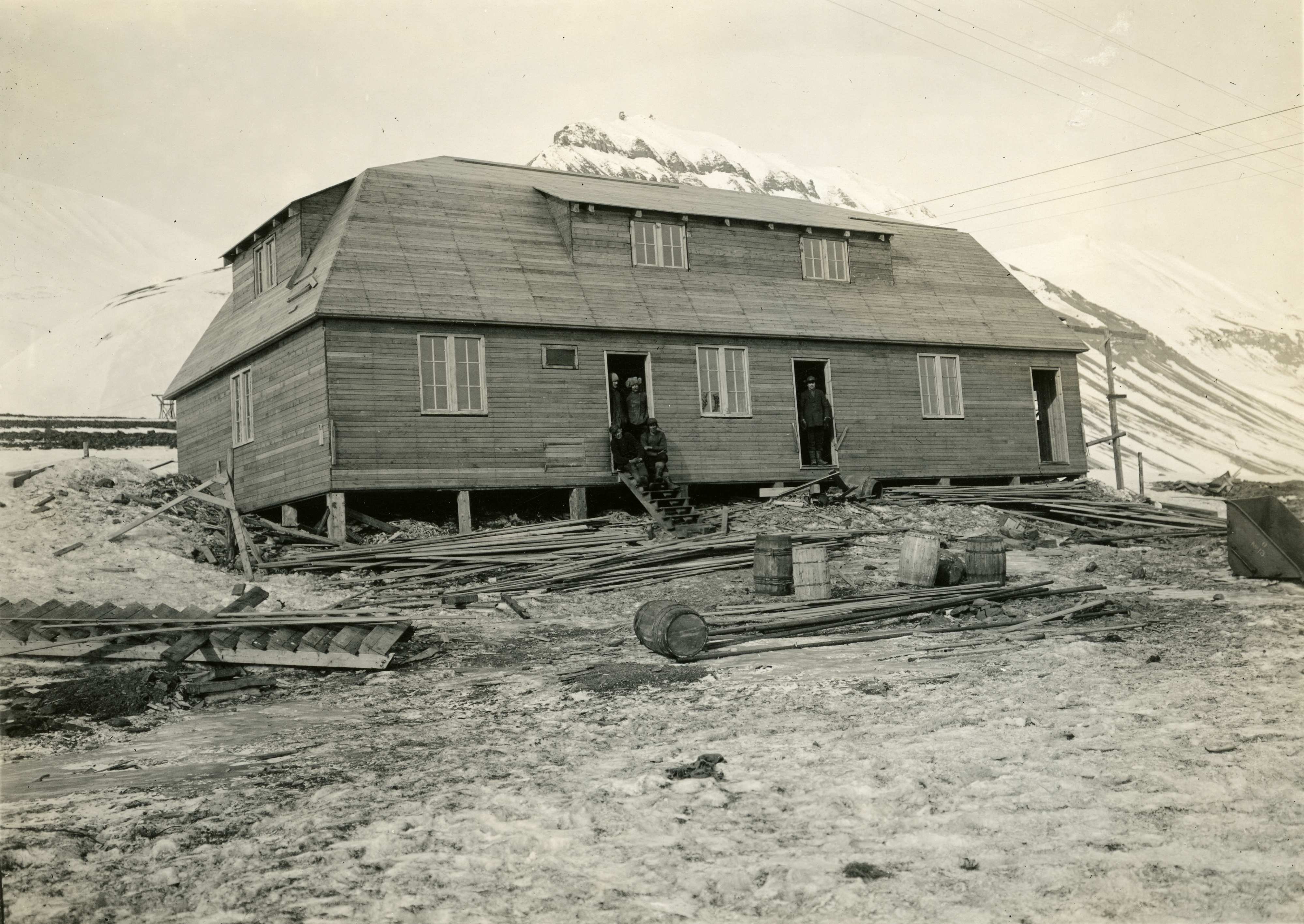
Bad- och tvättstugan, 1921.
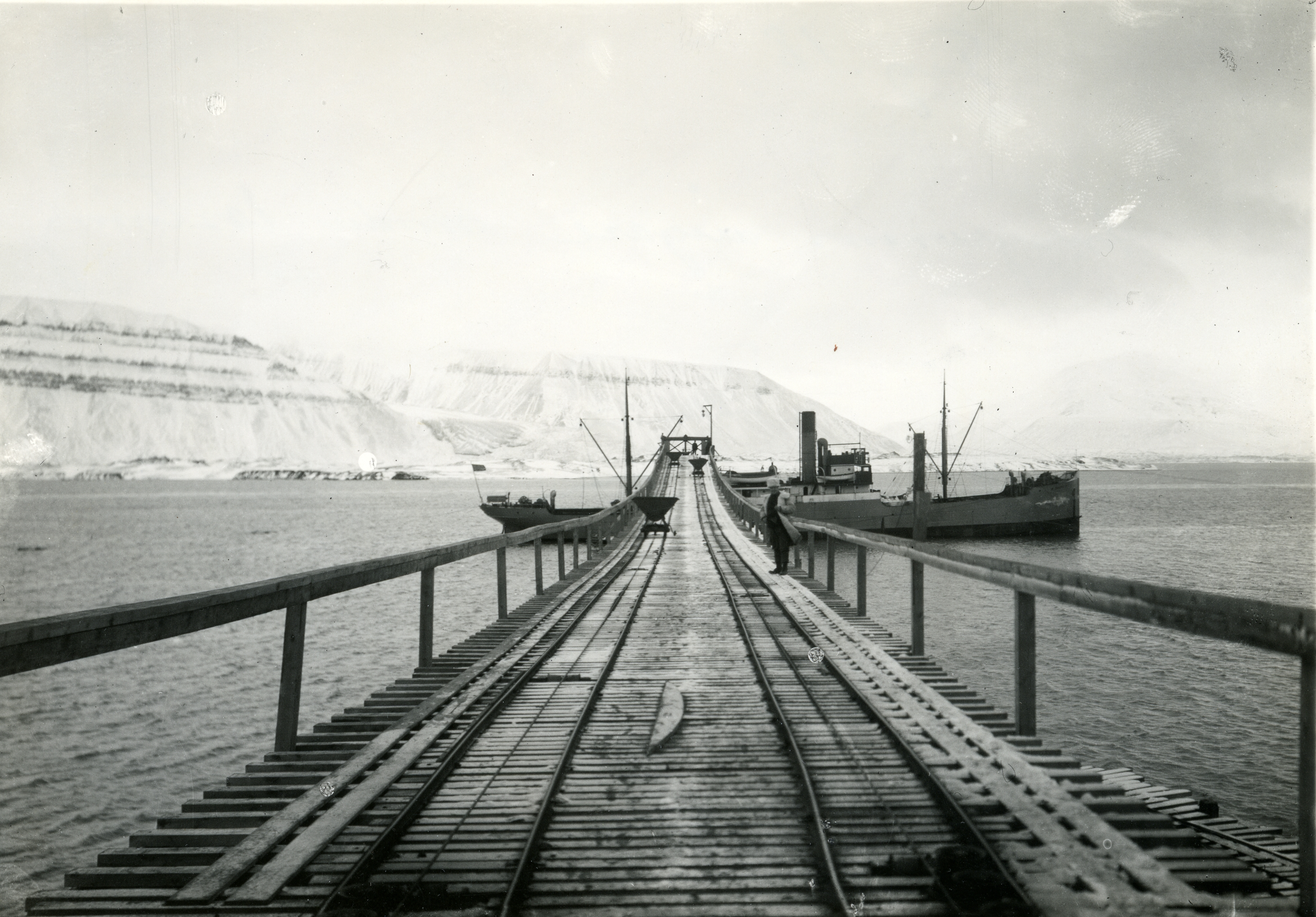
Skeppning av kol, sommaren 1920.
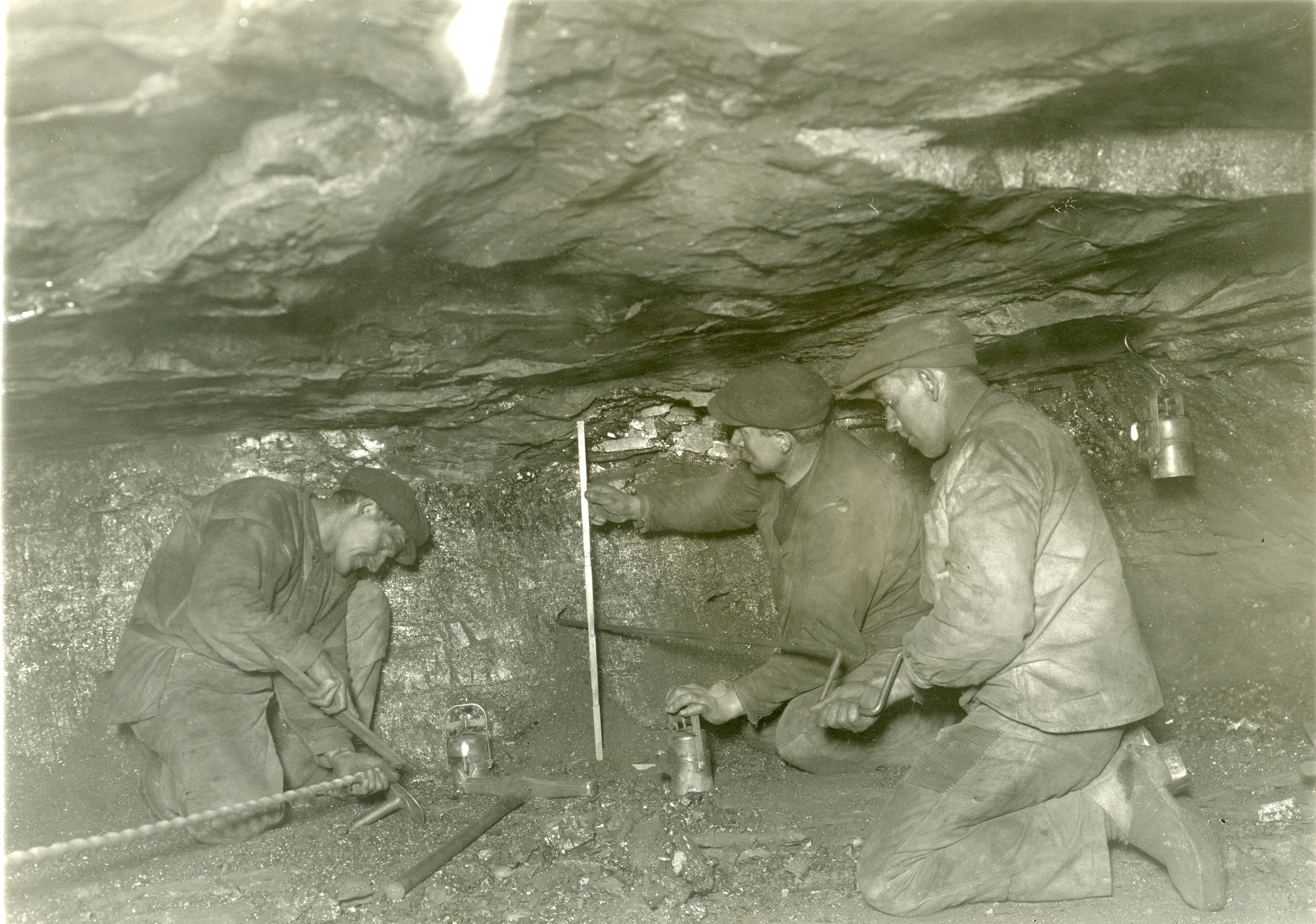
Kontroll av transportväg inne i Svea gruva.

## Svenska Stenkolsaktiebolaget Spetsbergen

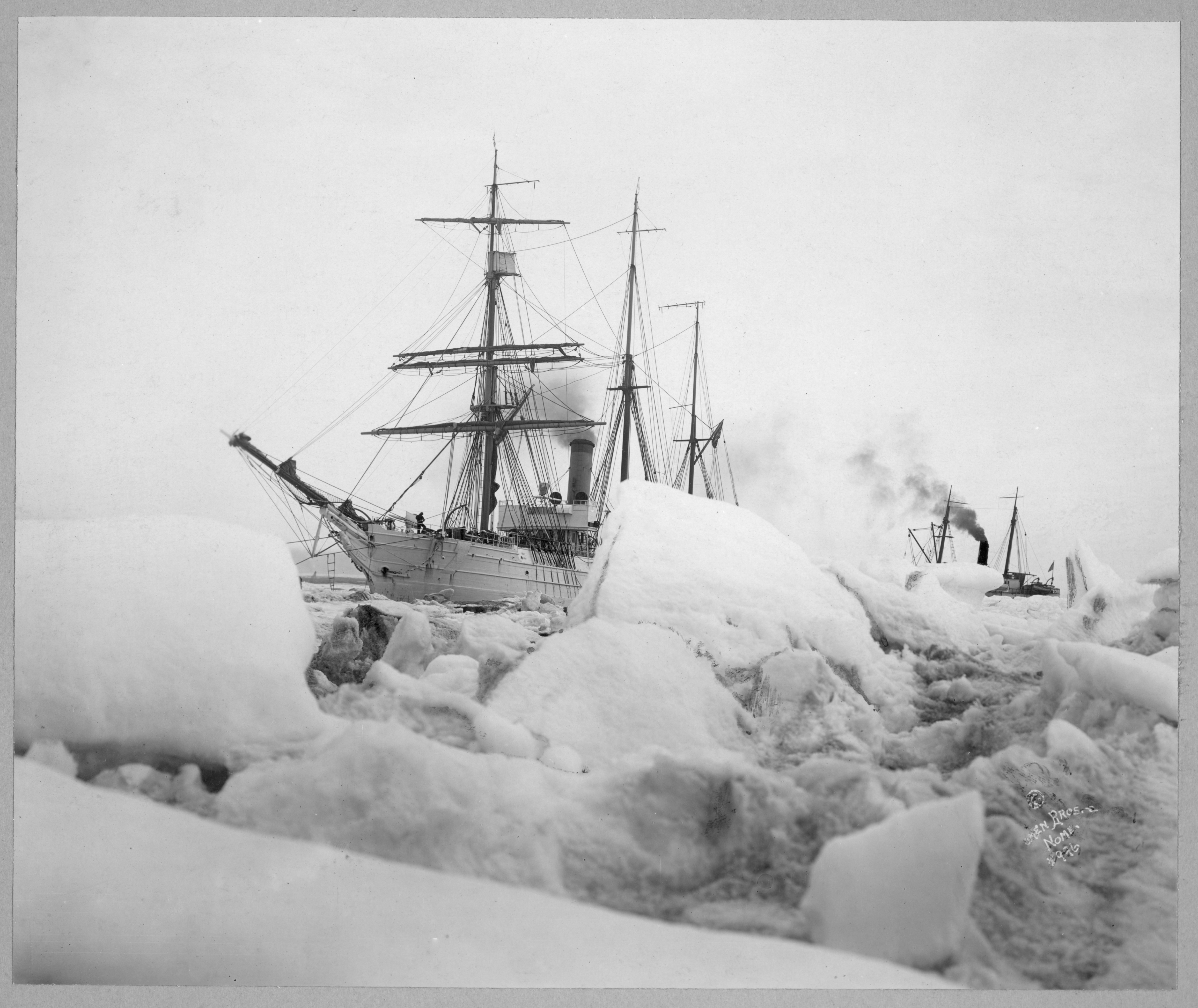
Skeppet Bellsund ägdes 1919–1926 av AB Spetsbergens Svenska Kolfält. Senare såldes den till Richard Byrd för hans polarexpedition till Antarktis 1928-1930.

Runt 1920 blomstrade gruvdriften i Svea, då uppemot sex hundra arbetare var sysselsatta, många på två- eller treårskontrakt. Gruvans högkvalitativa kol ansågs så pass viktig för Sveriges ekonomiska självständighet att Kommerskollegium 1921, genom en rekonstruktion av AB Spetsbergens Svenska kolfält, initierade det nya bolaget Svenska Stenkolsaktiebolaget Spetsbergen, med ett aktiekapital på 5 miljoner kronor, där svenska staten hade majoritet. Vid den här tiden hade brytningen ökat från 3 500 ton 1916–1917 till 52 000 ton 1920-1921. Året 1924-1925 bröts hela 116 000 ton. År 1924 exporterades totalt 420 000 ton kol av de sex olika gruvbolagen verksamma på Spetsbergen, där de övriga drevs av norska, engelska, holländska och ryska företag.
Främsta uppköparen av kolet från Svea var Statens Järnvägar men i och med den ökade elektrifieringen av järnvägen minskade behovet. Samtidigt sjönk de internationella kolpriserna, vilket påverkade lönerna. Kritiken mot statens engagemang i Svea var hård, och en stängning av gruvan debatterades. Den 12 maj 1925 utbröt en stor brand i gruvan som satte stopp för hela verksamheten. År 1926 trädde bolaget i likvidation, men det rekonstruerades två år senare under namnet Nya svenska stenkolsaktiebolaget Spetsbergen, där svenska staten var nästan ensam delägare. Verksamheten inskränkte sig till vakthållning och reparationsarbeten, tills Svea den 14 mars 1934 såldes till det norska kolbolaget Store Norske Spitsbergen Kulkompani A/S för en miljon kronor. Beslutet klubbades igenom i Sveriges riksdag med en rösts övervikt.
Få lämningar från tiden med Spetsbergens Svenska kolfält finns kvar i Svea. I augusti 1944 förstörde besättningen på den tyska ubåten U-307 merparten baracker och andra byggnader. Än idag finns dock grunder, en linbanestation och ett antal gruvmynningar kvar.